# Cubinec
Cubinec falu Horvátországban Kapronca-Kőrös megyében. Közigazgatásilag Kőröshöz tartozik.

## Fekvése
Kőröstől 3 km-re délre a Glogovnica partján fekszik.

## Története
A falunak 1857-ben 250, 1910-ben 315 lakosa volt. Trianonig Belovár-Kőrös vármegye Körösi járásához tartozott. 2001-ben a falunak 571 lakosa volt.

## Külső hivatkozások
Körös város hivatalos oldala